# Villa La Palestine

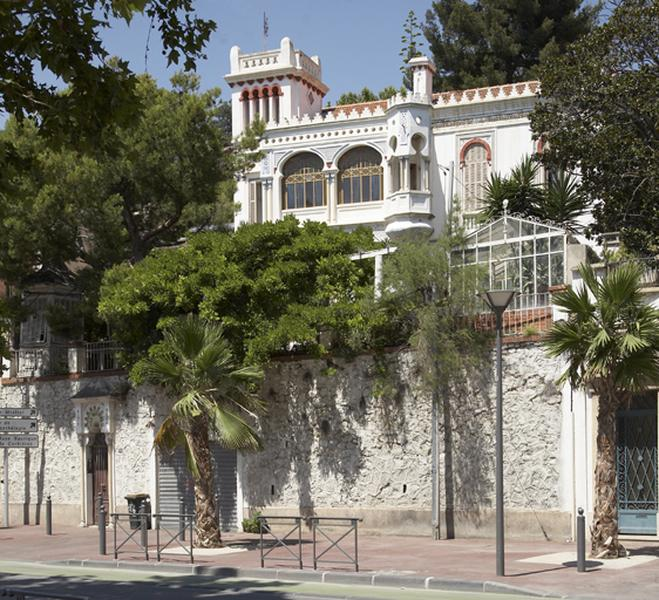
Villa La Palestine

Villa La Palestine é uma mansão histórica em Marselha, Bouches-du-Rhône, na França. Foi construído de 1902 a 1905 para Pierre Leclerc. Está listado como um monumento histórico oficial desde 16 de novembro de 1993.